# Gilbert Bossuyt
Gilbert Paul Vincent Bossuyt (Lauwe, 26 september 1947 – Menen, 17 april 2023) was een Belgisch politicus voor de sp.a. Hij was burgemeester van Menen, volksvertegenwoordiger, Vlaams Parlementslid en Vlaams minister.

## Levensloop
In 1972 promoveerde Gilbert Bossuyt tot doctor in de rechten aan de Vrije Universiteit Brussel. Hij ging datzelfde jaar aan de slag op de studiedienst van de Textielarbeiderscentrale van de socialistische vakbond ABVV in Gent en was van 1979 tot 1981 nationaal secretaris van deze centrale.

### Lokale politiek
In oktober 1970 werd Bossuyt op 23-jarige leeftijd verkozen tot socialistisch gemeenteraadslid in Lauwe, dat in 1976 opging in de stad Menen. Daar zetelde hij vanaf januari 1977 in de gemeenteraad. Na de gemeenteraadsverkiezingen van oktober 1988 werd hij begin 1989 burgemeester. Hij bleef een legislatuur burgemeester en werd in januari 1995 opgevolgd door Jean Libbrecht (VLD). Na de volgende verkiezingen was Bossuyt van 2001 tot 2012 opnieuw burgemeester van Menen. Tijdens zijn ministerschap van 2003 tot 2004 werd hij door Karl Debuck vervangen. Begin 2013 werd hij als burgemeester door Martine Fournier (CD&V) opgevolgd.
Na het einde van zijn mandaat als Vlaams Parlementslid in 2009 bekleedde hij mandaten bij de intercommunale Gaselwest en de Financieringsintercommunale voor de gemeenten van Gaselwest (Figga). Ook was hij lid van de werkgroep burgemeesters van Aquafin en lid van de adviesraad van burgemeesters van Belgacom.
In december 2014 bevestigde het hof van beroep van Gent zijn voorwaardelijke straf van één maand cel voor schriftvervalsing in 2008 in een dossier over vastgoed.

### Volksvertegenwoordiger
Daarnaast was Bossuyt ook in de nationale politiek actief. Als verkozene voor de SP zetelde hij van 1981 tot 1995 voor het arrondissement Kortrijk in de Kamer van volksvertegenwoordigers. In de Kamer was hij van 1985 tot 1989 secretaris, van 1989 tot 1994 ondervoorzitter en van 1994 tot 1995 fractieleider voor de SP.
In de periode december 1981-mei 1995 had hij als gevolg van het toen bestaande dubbelmandaat ook zitting in de Vlaamse Raad. De Vlaamse Raad was de voorloper van het huidige Vlaams Parlement. Bij de eerste rechtstreekse verkiezingen voor het Vlaams Parlement van 21 mei 1995 werd hij verkozen in de kieskring Kortrijk-Roeselare-Tielt. Ook na de volgende Vlaamse verkiezingen van 13 juni 1999 bleef hij Vlaams volksvertegenwoordiger tot 18 maart 2003. Van juli 1995 tot september 2001 zat hij er de SP-fractie voor. Op 6 februari 2002 werd hij in de plenaire vergadering van het Vlaams Parlement gehuldigd voor zijn 20 jaar parlementair mandaat.

### Minister
Bossuyt volgde op 19 maart 2003 Steve Stevaert op als Vlaams minister van Mobiliteit, Openbare Werken en Energie, wat hij tot midden 2004 bleef. Na de verkiezingen van 13 juni 2004 werd hij opnieuw Vlaams volksvertegenwoordiger, tot in juni 2009. Van januari tot juni 2009 maakte hij als derde ondervoorzitter deel uit van het Bureau (dagelijks bestuur) van het Vlaams Parlement.